# آلبرتو سان خوان
آلبرتو سان خوان (اسپانیایی: Alberto San Juan‎) بازیگر تئاتر، سینما و تلویزیون اهل اسپانیا است.
از فیلم‌ها یا مجموعه‌های تلویزیونی که وی در آن‌ها نقش داشته است، می‌توان به زشت‌ترین زن جهان، آزمون، ملکه اسپانیا، جنبه دیگر همبستر شدن، همسایه طبقه بالا، یک تپانچه در هر دست و کیسه هوا اشاره نمود.